# Gluteus minimus (fosilă)
Gluteus minimus este o fosilă din Devonianul Superior din Iowa. A fost colectată prima oară în 1902, dar nu a fost descrisă până în 1972. Fiecare specimen arată ca o lentilă bilobată cu dimensiunile de 11 mm × 8 mm, și aproape toate specimenele au o asimetrie ușoară. Specia este de clasificare incertă, fiind considerată de unii un dinte de pește sau un brahiopod.

## Istorie
Primele specimene de G. minimus au fost colectate în 1902 de Stuart Weller, din șisturile de la Maple Mill, de lângă localitea Maple Mill de pe English River, din statul Iowa. Acele șisturi datează din Devonianul Superior și sunt niște lentile bogate în fosile, de exemplu conodonte, pești, sporocarpi, gastropode, brahiopode, bivalve  și scolecodonți.
În același timp, Charles Rochester Eastman a colectat specimene de la Kinderhook Beds, din Burlington, din comitatul Des Moines
După treizeci de ani, C. H. Belanski a colectat specimene de la Formațiunea Lime Creek din Comitatul Floyd De atunci, mii de specimene au fost colectate din șisturile de la Maple Mill și din siturile din apropiere, și două specimene au fost găsite într-o fântână din Columbus City, din comitatul Louisa.